# Terlinguacreekita
La terlinguacreekita és un mineral de la classe dels halurs. Anomenada l'any 2005 per Andrew C. Roberts, Robert A. Gault, Werner H. Paar, Mark A. Cooper, Frank C. Hawthorne, Peter C. Burns, Sharon Cisneros, i Eugene E. Foord per la seva localitat tipus, a Terlingua, Texas. Un sinònim d'aquest nom és el codi IMA2004-018.

## Característiques
La terlinguacreekita és un halur de fórmula química Hg₃2+Cl₂O₂. Cristal·litza en el sistema ortoròmbic. Segons la classificació de Nickel-Strunz, la terlinguacreekita pertany a «03.DD: Oxihalurs, hidroxihalurs i halurs amb doble enllaç, amb Hg» juntament amb els següents minerals: eglestonita, kadyrelita, poiarkovita, hanawaltita, terlinguaïta, pinchita, gianel·laïta, mosesita, kleinita, tedhadleyita, vasilyevita, kelyanita, aurivilliusita i comancheïta.